# 狄龍 (伊利諾伊州)
狄龍（英語：Dillon）是位於美國伊利諾伊州塔茲韋爾縣的一個非建制地區。該地的面積和人口皆未知。

## 地理
狄龍的座標為40°28′36″N 89°32′17″W / 40.47667°N 89.53806°W，而該地的平均海拔高度為191米（即627英尺）。